# Festival Feminista de Lisboa

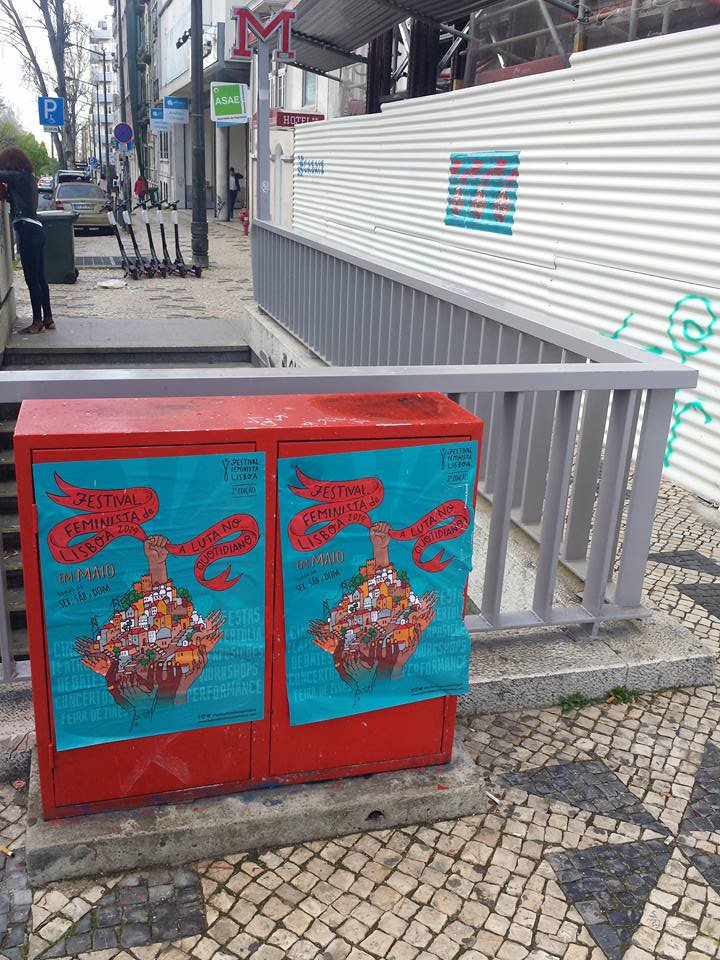
Cartaz da segunda edição do Festival Feminista de Lisboa à entrada da estação do metro em Lisboa, 2019

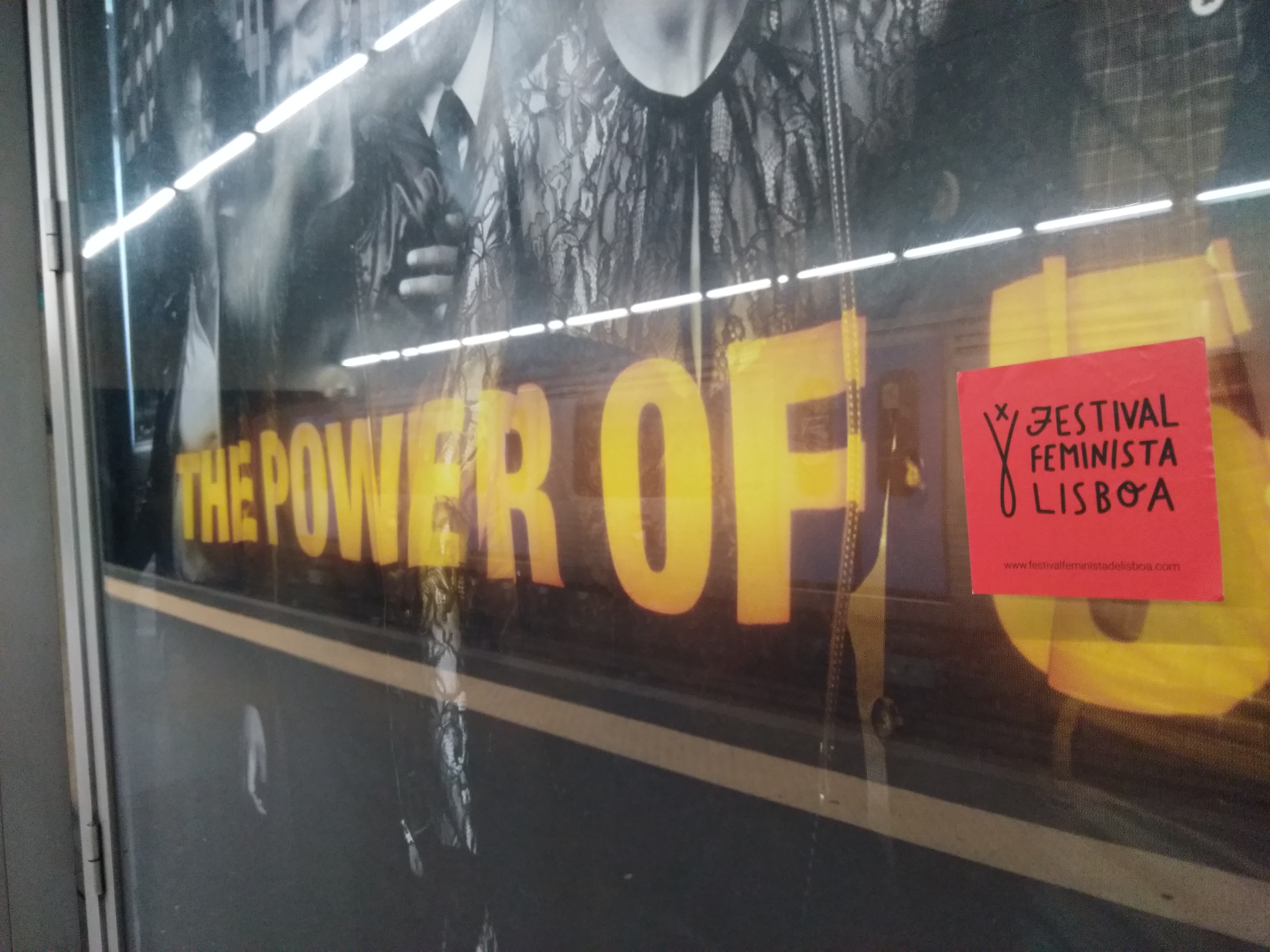
Adesivo do Festival Feminista de Lisboa aplicado sobre uma publicidade de rua. Lisboa, 2019.

O Festival Feminista de Lisboa é uma iniciativa da sociedade civil que ocorre anualmente desde 2018, em diferentes locais da cidade portuguesa, ao redor da temática do feminismo. Todas as atividades da sua programação são abertas ao público e gratuitas, e incluem exposições, debates, concertos, oficinas, teatro, cinema, performances, feira de zine, intervenções de rua, etc.
Os principais valores do festival feminista podem ser lidos no seu manifesto: anti-capitalista, comunitário e inclusivo. De estrutura orgazinacional horizontal e sem fins lucrativos, compõe-se por um grupo de pessoas voluntárias que se juntou por primeira vez no final de 2017, após uma convocação pela internet levada a cabo pela Cuntroll Zine, fanzine dedicado à promoção de artistas que se identificam com o género feminino e pessoas queer.
A programação da primeira e segunda edição do evento foi elaborada a partir de uma chamada pública de propostas dirigida a pessoas individuais ou coletivos para o desenvolvimento de atividades, no âmbito do festival, com foco nos feminismos e na igualdade de oportunidades para todos.

## Primeira edição do Festival Feminista de Lisboa (2018)
O primeiro evento realizado pela organização foi uma festa de angariação de fundos, em fevereiro de 2018, no espaço cultural Anjos70; o Carnaval Feminista visava arrecadar recursos para cobrir despesas de alimentação, transporte e alojamento dos expositores, além de custos de promoção, da sua primeira edição.
A primeira edição do Festival Feminista de Lisboa ocorreu de 03 a 25 de março de 2018, às sextas, sábados e domingos.

## Prêmios
No final de janeiro de 2019, no curso da preparação da segunda edição do evento, o Festival Feminista de Lisboa recebeu o prêmio Madalena Barbosa pela Câmara Municipal de Lisboa em parceria com a CIG – Comissão para a Cidadania e Igualdade de Género.
A cerimônia de entrega do prêmio ocorreu no dia 10 de dezembro de 2019 na Sala do Arquivo do Paços do Concelho de Lisboa.